# Чернаково (Новосибирская область)
Чернаково — посёлок в Ордынском районе Новосибирской области России. Входит в состав Вагайцевского сельсовета.

## География
Площадь посёлка — 93 гектаров.

## Население
| 2002 | 2007  | 2010  |
| ---- | ----- | ----- |
| 1342 | ↗1477 | ↘1286 |

## Инфраструктура
В посёлке по данным на 2007 год функционируют 2 учреждения образования.